# Airampoa
Airampoa ist eine Pflanzengattung aus der Familie der Kakteengewächse (Cactaceae).

## Beschreibung
Die niedrig wachsenden Arten der Gattung Airampoa sind gegliedert und formen häufig Kissen. Ihre warzigen Sprossabschnitte sind kugelförmig, zylindrisch oder gedrückt. Die weißen bis braunen, mit Glochiden versehenen Areolen stehen 1 bis 2 Zentimeter auseinander. Die zahlreichen Dornen sind nadelartig.
Die Blüten sind gelb, orange oder rot bis violett, selten rosa oder weiß.
Die an einem einzigen seitlichen Spalt aufplatzenden Früchte sind fleischig und dünnwandig. Die kleinen bis mittelgroßen, unregelmäßig nierenförmigen Samen sind 2,5 bis 4,5 Millimeter lang und seitlich zusammengedrückt.

## Systematik und Verbreitung
Die Arten der Gattung Airampoa sind Süd-Peru, Bolivien, Chile und Nordwest-Argentinien verbreitet.
Die Erstbeschreibung der Gattung wurde im Jahr 1933 von Alberto Vojtěch Frič vorgenommen. Die Typusart der Gattung ist Airampoa aurata (= Airampoa microdisca).
Zur Gattung gehören die folgenden Arten:
- Airampoa albisaetacens (Backeb.) Doweld ≡ Tunilla albisaetacens (Backeb.) D.R.Hunt & Iliff
- Airampoa armata (Backeb.) Doweld ≡ Opuntia armata Backeb.
- Airampoa ayrampo (Haenke) Doweld = Tunilla soehrensii (Britton & Rose) D.R.Hunt & Iliff
- Airampoa boliviensis (Backeb.) Doweld
- Airampoa cedergreniana (Backeb.) Doweld
- Airampoa chilensis (F.Ritter) Doweld
- Airampoa corrugata (Salm-Dyck) Doweld ≡ Tunilla corrugata (Salm-Dyck) D.R.Hunt & Iliff
- Airampoa erectoclada (Backeb.) Doweld ≡ Tunilla erectoclada (Backeb.) D.R.Hunt & Iliff
- Airampoa ianthinantha (F.Ritter) Doweld ≡ Tunilla ianthinantha (F.Ritter) D.R.Hunt & Iliff
- Airampoa microdisca (F.A.C.Weber) Doweld
- Airampoa minuscula (Backeb.) Doweld ≡ Tunilla minuscula (Backeb.) D.R.Hunt & Iliff
- Airampoa orurensis (Cárdenas) Doweld
- Airampoa panellana (Backeb.) Doweld
- Airampoa picardoi (Marn.-Lap.) Doweld
- Airampoa silvestris (Backeb.) Doweld ≡ Tunilla silvestris (Backeb.) D.R.Hunt & Iliff
- Airampoa tilcarensis (Backeb.) Doweld

Ein Synonym für die Gattung ist Tunilla D.R.Hunt & Iliff (2000).

## Nachweise